# 561 Інґвельда
561 Інґвельда (561 Ingwelde) — астероїд головного поясу, відкритий 26 березня 1905 року Максом Вольфом у Гейдельберзі.
Тіссеранів параметр щодо Юпітера — 3,190.